# Duncan Idaho
Duncan Idaho este un personaj fictiv din universul Dune creat de Frank Herbert. Introdus în primul roman al seriei, Dune din 1965, el a devenit un personaj inovator și a fost reînviat în Mântuitorul Dunei din 1969. Este singurul personaj care apare în toate cele șase romane originale ale lui Herbert, Dune.
Idaho a fost interpretat de Richard Jordan în versiunea de film a lui David Lynch din 1984 și de James Watson în miniseria din 2000. Edward Atterton și-a asumat rolul în miniseria din Copiii Dunei. Personajul este interpretat de Jason Momoa în filmul Dune al lui Denis Villeneuve din 2021.

## Descriere
În romanul Dune din 1965, Duncan este descris ca un bărbat frumos cu „părul negru ondulat” de care femeile sunt ușor atrase. Paul Atreides observă „fața rotundă întunecată” a lui Duncan și „mișcările de felină, rapiditatea reflexelor care l-au făcut un profesor de arme atât de dificil de imitat”. În Mântuitorul Dunei (1969) el este descris ca având „pomeți înalți” și „pliuri epicantale definite.” Doamna Jessica îl numește „un luptător admirabil ale cărui abilități de pază și supraveghere sunt atât de apreciate”. Duncan este extrem de loial Casei Atreides, un pilot iscusit, iar în calitate de Maestru spadasin al Ginazului este un talentat luptător în lupta corp la corp. În lupta care se încheie cu moartea sa în Dune, Duncan ucide 19 sardaukari, super-soldații de temut ai împăratului Padișah. Sardaukarii îi vând trupul către Bene Tleilax; ghola-ii ulteriori ai lui Duncan posedă caracterul rebel al originalului.
În Copiii Dunei din 1976, doamna Jessica îi spune lui Duncan că a fost atras de fiica ei Alia pentru că „îți doreai o fată pe care o vedeai ca o versiune mai tânără a mea.” În Împăratul-zeu al Dunei (1981), cel mai recent ghola al lui Duncan descoperă că unul dintre predecesorii săi a născut un copil cu o femeie pe nume Irti, care seamănă foarte mult cu Jessica.

## Apariții

### Dune
În primul roman din seria originală a lui Frank Herbert, Dune (1965), Idaho este un maestru spadasin de pe Ginaz aflat în serviciul Casei Atreides și una dintre persoanele considerate mâna dreaptă a Ducelui Leto (alături de Gurney Halleck și Thufir Hawat). Când casa Atreide preia planeta Arrakis la ordinul împăratului Padișah Shaddam al IV-lea, Idaho devine ambasadorul lui Leto pe lângă fremeni, oamenii din deșert de pe Dune despre care Leto speră că se vor alia cu el în războiul care va urma împotriva împăratului și a familiei Harkonnen. Idaho pleacă să locuiască alături de fremeni, slujindu-l atât pe Leto, cât și pe liderul fremenilor Stilgar. Când temuții sardaukari ai împăratului atacă planeta Arrakis fiind deghizați în uniformele trupelor Harkonnen, Idaho supraviețuiește atacului inițial și îl salvează pe fiul lui Leto, Paul Atreides, și pe concubina acestuia Doamna Jessica. Când sunt încolțiți la o stație de testare botanică, Paul și Jessica fug în timp ce Idaho reține inamicul, dar el este ucis în cele din urmă. Se menționează în Mântuitorul Dunei (1969) că o „rană gravă la cap” a provocat moartea lui Idaho, iar în Copiii Dunei (1976) se menționează că Idaho a ucis un număr de nouăsprezece sardaukari înainte de a muri.

### Mântuitorul Dunei și Copiii Dunei
Idaho revine în Mântuitorul Dunei (1969) ca un ghola creat de Bene Tleilaxu și dăruit lui Paul Atreides, devenit acum Împărat. Scopul darului este „otrava psihică”: ghola, pe nume Hayt, se presupune că îl ispitește pe Kwisatz Haderach Paul să devină ceea ce el disprețuiește. Antrenat ca filosof mentat și zensunni, Hayt nu are nicio amintire despre viața sa anterioară, dar simte în mod constant indicii și amintiri vagi ale încarnării sale anterioare care îl fac să spere că va putea recupera acele amintiri.
Piticul aparent inofensiv Bijaz recunoaște că Hayt nu reușește să-l distrugă pe Împărat din punct de vedere psihologic. Deoarece ghola este de creat de Tleilaxu, Bijaz folosește o intonație specifică zumzăită care face ca Hayt să devină receptiv la comenzile implantate. Bijaz îl programează pe Hayt să-l omoare pe Paul când spune cuvintele „Ea a plecat”, în momentul morții concubinei sale Chani. Dar aceasta este doar o parte din planul adevărat; suferința emoțională a încercării îi permite lui Hayt să recupereze amintirile îngropate ale lui Duncan Idaho, inclusiv până la moartea sa. Acesta este punctul culminant al complotului Tleilaxu, așa cum a fost gândit de Scytale Dansatorul Față - pentru a-i demonstra lui Paul că Tleilaxu poate crea pentru el un duplicat exact al concubinei și iubitei sale decedate, Chani - dar numai dacă abdică și renunță la exploatările sale către CHOAM. Paul rezistă tentației, ucigându-l pe Scytale și punându-l pe Hayt/Duncan să-l omoare pe Bijaz.
De asemenea, în Mântuitorul Dunei, se lasă indicii despre o atracție tot mai mare între Idaho și sora lui Paul, Alia. Într-una din scene, Duncan chiar o sărută pe Alia, ceea ce o înfurie; el răspunde că nu a luat mai mult decât ce i s-a oferit. Când Paul, acum orb, abdică și rătăcește în deșert pentru a muri (cum este tradiția pentru fremenii orbi), Alia îi cere lui Idaho sprijinul și afecțiunea lui continuă pentru a o ajuta să treacă peste vremurile care urmează.
În 1976 Copiii Dunei, Idaho este acum soțul Aliei și mentat. Ea și-a asumat puterea ca Sfântă Regentă în numele copiilor lui Paul, Leto al II-lea și Ghanima. Alia devine stăpânită de egoul-memorie al strămoșului ei, baronul Vladimir Harkonnen, care își propune să distrugă imperiul Atreides. Recunoscând acest lucru, Idaho rămâne loial Atreizilor și fuge în deșert pentru a-i proteja pe copii. Pentru a-l determina pe Stilgar să se alăture opoziției fremenilor față de conducerea lui Alia, Duncan îl ucide pe Javid, iubitul secret al Aliei, pe terenul neutru al Sietch Tabr. De asemenea, îl insultă pe Stilgar de trei ori, spunându-i cele trei insulte cele mai mortale pe care un Fremen le-ar putea auzi vreodată: „Porți guler!”, „Ești un servitor! I-ai vândut pe fremeni pentru apa lor!” și "Nu ești nemuritor! Niciunul dintre descendenții tăi nu este al tău!" Duncan se lasă doborât de un Stilgar înfuriat, care își dă seama apoi că Alia ar fi forțată de necesitatea politică să-l execute și că singura lui speranță de supraviețuire este să se alăture rebelilor fremeni – ceea ce Duncan plănuise de la început. Ultimele cuvinte gâfâite ale lui Duncan au fost: „Două morți pentru Atreizi. A doua fără un motiv mai bun decât prima”.

### Împăratul-zeu al Dunei
Împăratul-zeu al Dunei (1981) îl reintroduce pe Idaho ca serie de ghola: Leto al II-lea a domnit ca un hibrid între om și vierme de nisip timp de 3.500 de ani și a avut în permanență un ghola Idaho pentru a-l servi. Dincolo de afecțiunea sa personală pentru Idaho, pentru Leto, Idaho reprezintă loialitatea, umanitatea și spiritul necunoscutului, ceva despre care Împăratul-Zeu, posesor al preștiinței aproape absolute, nu știe nimic. De asemenea, se subînțelege că este nevoie de Duncan pentru ca planul lui Leto de supraviețuire finală a omenirii - numită Poteca de Aur - să dea roade. Cu toate acestea, ghola Idaho, cu amintirile lor restaurate, se luptă să facă față la ceea ce au devenit Atreides. Dacă înainte domnia Atreizilor era caracterizată de dreptate, domnia lui Leto a fost una de zeitate și opresiune. Conștiința de modă veche a lui Idaho se revoltă, determinându-l pe ghola Idaho să încerce să-l ucidă pe Leto (care, ca vierme de nisip, este invulnerabil la orice, cu excepția apei și a violenței extreme). Leto remarcă faptul că doar nouăsprezece dintre duncanii „săi” au supraviețuit suficient de mult pentru a muri ceea ce este considerat o „moarte naturală”. În aproape toate aceste rebeliuni, ghola Idaho este ucis de Împăratul-seu. După un anumit timp, Împăratul-zeu comandă un altul de la Tleilaxu, sau Tleilaxu trimit ei înșiși un altul ca semn al siguranței lor.
Romanul relatează percepțiile și acțiunile unui nou Duncan care tocmai a fost comandat de la Tleilaxu. Ca și ceilalți dinaintea lui, Duncan este îngrozit de ceea ce a devenit dominația Atreides, dar Leto îl numește șef al armatei sale, alcătuită numai din femei, Păstrăvărese. Leto dezvăluie, de asemenea, că a folosit în mod repetat gholaul lui Duncan în programul său de reproducere pentru a îmbunătăți genetic linia Atreides. Actualul Duncan este destinat să se împerecheze cu Siona Atreides, produsul final al programului de reproducere al lui Leto: ea este invizibilă viziunii preștiente. Duncan este extrem de reticent și protestează, spunând că el nu este armăsarul lui Leto. El atrage însă atenția lui Hwi Noree, ambasadoarea Ixiană trimisă pe Arrakis cu scopul explicit de a-l curta pe împărat. Leto îi interzice lui Duncan să aibă relații cu ea, dar el nu se supune și se culcă cu Hwi.
În cele din urmă, Duncan se alătură rebelilor Sionei și alătură ei în încercarea de a-l asasina pe Leto. Planul său are succes, dar Hwi este ucisă. Leto dezvăluie că știa de planul lor și că moartea sa este doar un alt pas spre asigurarea Potecii de Aur. Siona, care a văzut Poteca de Aur în timpul încercării sale în deșert, își dă seama că a fost creată ca o figură-cheie pentru supraviețuirea omenirii. La sfârșitul romanului, ea plănuiește cum să îl seducă cu grijă pe Duncan și să se împerecheze cu el, așa cum intenționase inițial Leto. Niciunul dintre descendenții lor nu va putea fi urmărit de prețtiință, eliberându-se pentru totdeauna de viziunea unei singure persoane și asigurându-se că umanitatea nu va putea fi niciodată găsită și distrusă complet.
O mie cinci sute de ani mai târziu, în Canonicatul Dunei (1985), Bene Gesserit Bellonda îi evaluează pe numeroșii Duncan care i-au precedat:
În original și în primii ghola, caracterul său fusese dominat de impulsivitate. Iute la ură, iute la loialitate. Ghola-Idaho ulteriori au temperat acest lucru cu cinism, dar impulsivitatea de bază a rămas. Tiranul o chemase la acțiune de multe ori. Bellonda a recunoscut un tipar. El poate fi impulsionat de mândrie. Serviciul său îndelungat față de Tiran o fascina. Nu numai că fusese Mentat de mai multe ori, dar existau dovezi că fusese un Drept-Vorbitor în mai mult de o încarnare.
Deși este o lucrare a unei terțe părți care nu are legătură cu seria principală Dune, dar care a fost aprobată de Herbert în timpul vieții sale, Enciclopedia Dune oferă unele informații despre caracteristicile, personalitățile și morțile adesea macabre ale altor 17 Duncani din perioada anterioară lui Duncan, care este în centrul atenției în Împăratul-zeu al Dunei, menționând în continuare că au existat „mai mult de șaptezeci de Duncani”.

### Ereticii DuneișiCanonicatul Dunei
Bene Gesserit devin consumatorii de gholas Idaho în Ereticii Dunei (1984) și Canonicatul Dunei (1985). Cu toate acestea, ghola sunt asasinați în mod repetat după câțiva ani, iar Surorile îi suspectează pe Tleilaxu. Neștiind exact ce scop va servi Idaho, Bene Gesserit cred că Tleilaxu se folosesc de ghola pentru a controla momentul eliberării sale în univers, implicând un scop Tleilaxu în plus față de al lor. Ghola actual supraviețuiește unei astfel de încercări și Miles Teg reușește să îi redea lui ghola amintirile lui Duncan Idaho, dar Duncan simte că Tleilaxu i-au plantat altceva în minte. Când Murbella, o Onorată Matres, încearcă să-l supună sexual pe Idaho, acesta o prinde în capcană și o înrobește, dezvăluind scopul Tleilaxu: să le cucerească pe Onoratele Matres  folosind o versiune mai bună a propriilor lor tehnici sexuale. Când Murbella încearcă să îl subjuge pe Duncan, planul Tleilaxu se îndeplinește, iar el devine conștient de amintirile tuturor celorlalți ghola Idaho, deși este, de asemenea, imprimat și ei. Mai târziu se stabilește că Tleilaxu a amestecat celulele de la aproape toți ghola Idaho pentru a-l crea pe acesta. Idaho și Murbella sunt închiși pe o navă fără stăpân de pe Canonicat. Acolo, Idaho îi antrenează pe tineri să plece în univers și să înrobească Onoratele Matres. Duncan moștenește, de asemenea, o viziune preștientă ciudată, în care vede un bătrân și o femeie care se holbează la el. Duncan reface amintirile ghola-ului Miles Teg și fuge, evitând capcana întinsă de ciudatul cuplu.